# Jarní cena Prahy
Jarní cena Prahy jsou plavecké závody, které se od roku 2005 konají v dubnu v plaveckém areálu Podolí v Praze. Pořádajícím oddílem je Bohemians Praha, plavecký oddíl.

## Historie
První ročník se uskutečnil 16. dubna 2005. Úmyslem bylo vytvořit kvalitní a prestižní plavecké závody převážně pro žákovské kategorie, kterých nebylo příliš mnoho. Kategorie mladších a starších žáků doplnili ještě mladší dorostenci. První ročník byl spíše zkušební, přesto byly závody na velmi vysoké úrovni a proběhly ke spokojenosti snad všech zúčastněných.
Od druhého ročníku byla pro velký zájem přidána také kategorie nejmladšího žactva. Počet zúčastněných oddílů a plavců se znatelně zvýšil. Každým dalším ročníkem se počet zúčastněných plavců a oddílů neustále zvyšoval. Určitou prestiž si také závody vydobyly použitím nadstandardní techniky. Kromě klasické elektronické časomíry Omega a tradičních světelných výsledkových tabulí závody disponují kvalitním ozvučením, zaštiťovaným soukromou zvukařskou firmou. V roce 2009 byla také poprvé použita velkoplošní projekční stěna, na kterou byly promítány záběry průběhu jednotlivých závodů z několika kamer. V posledním ročníku organizátoři poprvé zajistili živý přímý přenos ze závodů streamovaný na internetu.

## Organizace

### Disciplíny
V prvním ročníku ze závodilo ve všech disciplínách, ve vzdálenostech 50, 100 a 200 metrů, a v závodě 400 volný způsob. Od druhého ročníku organizátoři vyřadili závody na 50 metrů prsa a 50 metrů Kraul. Druhý ročník byl také jediným, kdy se plaval závod na 400 metrů Polohový závod.
Od třetího ročníku tak zůstávají závody na 50 metrů volný způsob, 50 metrů znak, všechny disciplíny na 100 a 200 metrů, a 400 metrů volný způsob. Ten byl již v posledním ročníku zařazen nebyl. Závody na 800 a 1500 metrů volný způsob se neplavaly nikdy.

### Kategorie
V prvním ročníku byly zařazeny soutěže pro kategorie mladší žáci, starší žáci a mladší dorostenci. Od druhého ročníku byla přidána i čtvrtá kategorie, nejmladší žáci, plavající pouze padesátimetrové závody.

### Soutěže
V každé disciplíně se vyhlašují první tři nejlepší závodníci v každé věkové kategorii. Nejlepší závodník a závodnice v každé věkové kategorii dle FINA bodů obdrží pohár za nejlepší výkon. Prvních šest závodníků v každé kategorii také získává body do soutěže družstev. Vítězné družstvo získává do ročního držení putovní pohár.

## Výsledky minulých ročníků

### 1. ročník (2005)
- Počet zúčastněných oddílů: N/A
- Soutěž družstev: KIN České Budějovice

### 2. ročník (2006)
- Počet zúčastněných oddílů: 21
- Soutěž družstev: KIN České Budějovice

### 3. ročník (2007)
- Počet zúčastněných oddílů: 29
- Soutěž družstev: USK Praha

### 4. ročník (2008)
- Počet zúčastněných oddílů: 29
- Soutěž družstev: KLS Teplice

### 5. ročník (2009)
- Počet zúčastněných oddílů: 31
- Soutěž družstev: USK Praha

### 6. ročník (2010)
- Počet zúčastněných oddílů: 40
- Soutěž družstev: KSP Kladno

### 7. ročník (2011)
- Počet zúčastněných oddílů: 41
- Soutěž družstev: SK Motorlet Praha

### 8. ročník (2012)
- Počet zúčastněných oddílů: 40
- Soutěž družstev: SK Motorlet Praha